# René Berton
René Berton (Mérignac, 14 ottobre 1924 – Pessac, 17 dicembre 2006) è stato un ciclista su strada francese che corse a cavallo fra gli anni '40 e '50.

## Palmarès

### Strada
- 1948 (La Perle, una vittoria)

Grand Prix des Nations

## Piazzamenti

### Grandi Giri
- Tour de France

1950: ritirato (5ª tappa)
1952: ritirato (6ª tappa)